# Animal Efficacy Rule
Die Animal Efficacy Rule (engl.: efficacy = Wirksamkeit) ist ein von der US-amerikanischen Food and Drug Administration (FDA) im Jahr 2002 etabliertes Zulassungsverfahren für bestimmte Arzneimittel. Diese Arzneimittel müssen vor ernsthaften oder lebensbedrohlichen, durch die Exposition mit Noxen hervorgerufenen, Erkrankungen schützen oder diese zumindest lindern, wobei klinische Studien zur Überprüfung der Wirksamkeit am Menschen aus ethischen oder praktischen Gründen nicht durchführbar sind. In diesen Fällen genügt der Wirksamkeitsnachweis an Modellorganismen im Tierversuch.

## Beschreibung
Für die Zulassung von Impfstoffen oder Therapeutika müssen üblicherweise ausführliche klinische Studien am Menschen durchgeführt werden. Das Ziel dieser Studien ist der Nachweis der Wirksamkeit und der Verträglichkeit. Der durch die Wirksamkeit erreichbare Therapieerfolg muss dabei mögliche, durch Nebenwirkungen bedingte, Schäden überwiegen. So werden beispielsweise die erheblichen Nebenwirkungen einer Chemotherapie bei Krebserkrankungen bis zu einem gewissen Grad toleriert, wenn eine Wirksamkeit nachgewiesen wird. Das Nutzen/Risiko-Verhältnis ist dabei von zentraler Bedeutung.
Vor der Verabschiedung der Animal Efficacy Rule war eine Zulassung von Arzneimitteln, beispielsweise gegen bioterroristische Angriffe oder plötzlich aufkommende Epidemien, nicht möglich. Aus ethischen Gründen verbietet es sich beispielsweise gesunde Menschen mit Sporen des Milzbranderregers Bacillus anthracis zu infizieren, um die Wirksamkeit eines zuvor verabreichten Impfstoffes oder eines danach verabreichten Therapeutikums nachzuweisen. Seit der Verabschiedung der Animal Efficacy Rule im Juli 2002 genügt der Wirksamkeitsnachweis an Versuchstieren (animal efficacy). Wirksamkeitsstudien am Menschen sind in solchen Fällen nicht mehr notwendig. Klinische Studien an gesunden Probanden sind aber dennoch für die Ermittlung des Sicherheitsprofil und zur Dosisfindung vorgeschrieben. Im Beispiel Bacillus anthracis würden zum Nachweis der Wirksamkeit Versuche an zwei verschiedenen geeigneten Tierarten genügen. Das Sicherheitsprofil würde mit gesunden freiwilligen Probanden ermittelt werden, denen die später vorgesehene Dosis verabreicht wird.
Die Studien mit den Modellorganismen müssen dabei möglichst nah am menschlichen Krankheitsbild sein und die gewünschte Wirksamkeit möglichst auf den Menschen übertragbar sein. Good Laboratory Practice und die Tierschutzbestimmungen (animal welfare act) sind dabei einzuhalten.
Für den Fall, dass die unter der Animal Efficacy Rule entwickelte Maßnahme tatsächlich beim Menschen zum Einsatz kommt (beispielsweise bei einem Nuklearunfall oder einem bioterroristischen Angriff), behält sich die FDA Wirksamkeitsstudien am Menschen vor. Die Zulassung eines Arzneimittels oder einer Maßnahme nach der Animal Efficacy Rule beinhaltet dementsprechend, dass die entwickelnden Unternehmen Studien für den Wirksamkeitsnachweis beim Menschen im Krisenfall geplant haben.
Die Animal Efficacy Rule wurde im Code of Federal Regulations 21 (Foods and Drugs) Teil 314, Unterteil I festgelegt.

## Ziele derAnimal Efficacy Rule
Die Animal Efficacy Rule soll die Entwicklung medizinischer Maßnahmen zur Prävention oder der Behandlung von Krankheitszuständen ermöglichen, die durch chemische, biologische, radiologische oder nukleare Einwirkungen hervorgerufen werden (speziell Massenvernichtungswaffen). Von der Animal Efficacy Rule ausgeschlossen sind Produkte oder Maßnahmen, die mit anderen Standards, wie beispielsweise Surrogatmarkern oder anderen klinischen Endpunkten als Überlebensrate oder irreversible Morbidität, zugelassen werden können.

## Arzneimittelbeispiele
Der erste unter der Animal Efficacy Rule zugelassene Wirkstoff war 2003 Pyridostigminbromid. Es wurde von der FDA zur Behandlung nach einer Exposition mit dem Nervengift Soman freigegeben. Zuvor war Pyridostigmin in einer anderen Dosierung bereits zur Therapie von Myasthenia gravis zugelassen. Als zweiter Wirkstoff wurde Hydroxocobalamin zur Behandlung von Cyanid- und Rauchvergiftungen zugelassen.

## Weiterführende Literatur
- M. C. Trull, T. V. du Laney, M. D. Dibner: Turning biodefense dollars into products. In: Nature Biotechnology Band 25, Nummer 2, Februar 2007, S. 179–184, ISSN 1087-0156. doi:10.1038/nbt0207-179. PMID 17287749. (Review).
- A. D. Barrett, D. W. Beasley: Development pathway for biodefense vaccines. In: Vaccine Band 27 Suppl 4, November 2009, S. D2–D7, ISSN 1873-2518. doi:10.1016/j.vaccine.2009.07.094. PMID 19837280. (Review).
- T. C. Bolken, D. E. Hruby: Discovery and development of antiviral drugs for biodefense: experience of a small biotechnology company. In: Antiviral Res. Band 77, Nummer 1, Januar 2008, S. 1–5, ISSN 0166-3542. doi:10.1016/j.antiviral.2007.07.003. PMID 17765333. PMC 2972676 (freier Volltext). (Review).
- R. S. Harapanhalli: Food and Drug Administration requirements for testing and approval of new radiopharmaceuticals. In: Semin Nucl Med Band 40, Nummer 5, September 2010, S. 364–384, ISSN 1558-4623. doi:10.1053/j.semnuclmed.2010.05.002. PMID 20674596. (Review).